# Synagoga Zlatá růže (Lvov)
Synagoga Zlatá růže, v jidiš Di goldene rojz šul (די גאָלדענע (גולדענע) רױז שול‎), známá také pod dalšími názvy: např. Nachmanovičova synagoga, Stará lvovská synagoga nebo Synagoga Turej Zahav (hebrejsky בית הכנסת טורי זהב‎) byla synagoga ve Lvově v dnešní Ukrajině.
Založená byla roku 1582 v období Polsko-litevské unie a až do svého zániku byla jednou z nejkrásnějších a také nejstarších synagog na území dnešní Ukrajiny. Od září 1603 do roku 1801 sloužila Zlatá růže jako hlavní obecní synagoga lvovských Židů, poté byla na náklady židovské obce přestavěna a rozšířena Velká městská synagoga. V synagoze Zlatá růže byl praktikován ortodoxní aškenázský ritus.
Obě uvedené synagogy byly zničeny nacisty během druhé světové války.

## Výstavba

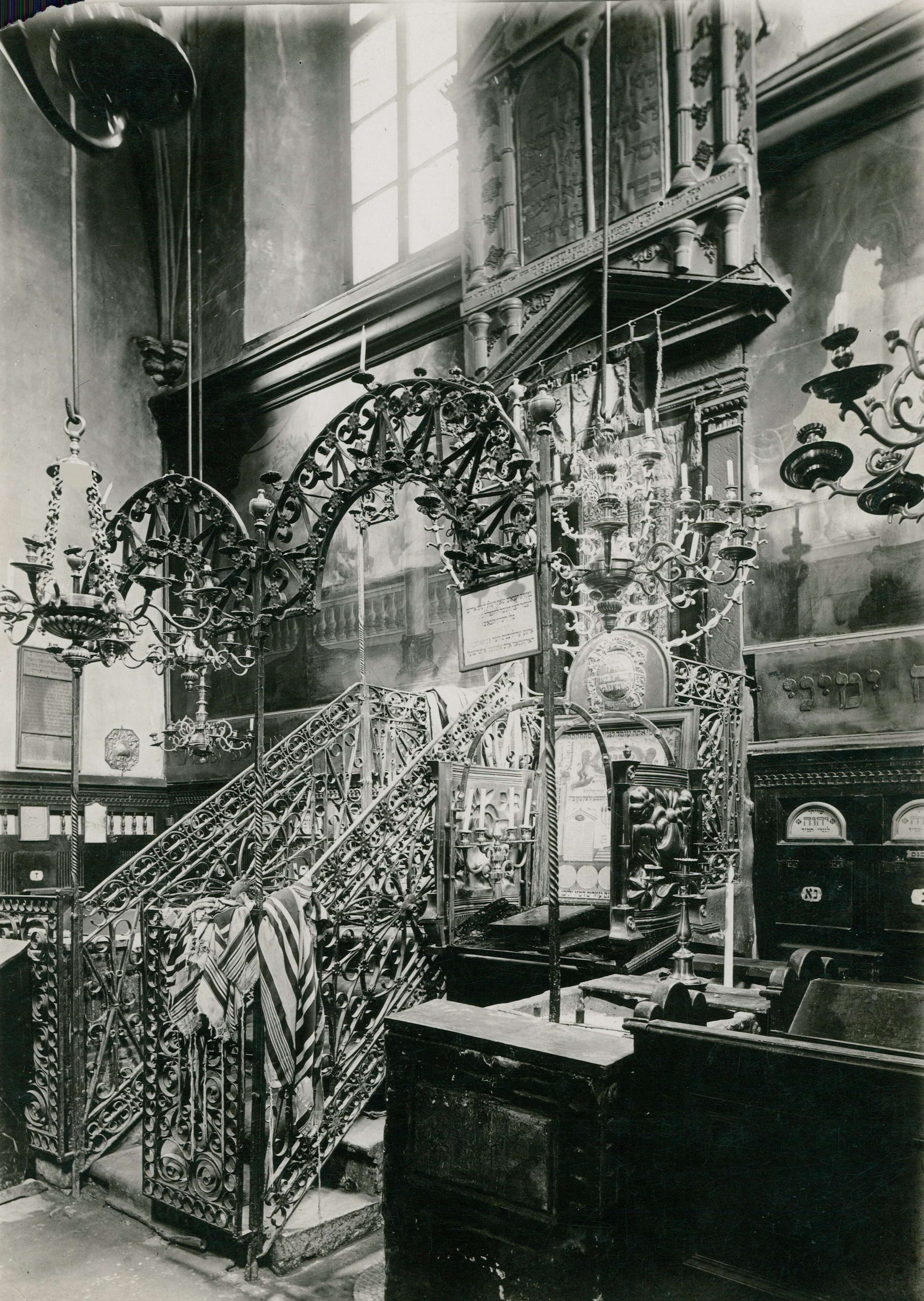
Foto interiéru synagogy, kolem 1930.

Bohatý židovský finančník a předseda zdejší židovské obce Jicchak ben Nachman, řečený Izák Nachmanovič (Nachmanowicz), bankéř polského krále Štěpána Báthoryho, zakoupil v roce 1580 pozemek uprostřed města a v následujících dvou letech (1581–1582) zde na své náklady nechal vystavět synagogu v renesančním slohu. Odtud pochází nejstarší označení Nachmanovičova synagoga.
Pozemek pro výstavbu synagogy nebyl vybrán městskými úřady náhodou. Od roku 1493 totiž v domě na tomto místě fungoval městský nevěstinec a po jeho uzavření nikdo z měšťanů nechtěl koupit dům ani pozemek, na kterém stál. Přidělení pozemku městskými úřady bylo tedy i urážkou židovské komunity.
Zlatá růže byla druhá synagoga ve Lvově a její stavbu úřady dlouho nechtěly povolit. Nakonec katolický arcibiskup povolení dal, ale nařídil, „aby nevěřící židé nestavěli synagogy nápadné a cenné, ale obyčejné, střední velikosti“.
Stavebu řídil Paulus Italus („Ital Pavel“) původem z vesnice Tujetsch v kantonu Graubünden ve Švýcarsku, uváděný v pramenech pod svým cechovním mistrovským jménem Paweł Szczęśliwy.
V roce 1595 tentýž Pavel za pomoci Ambrogia Nutclausse (alias Ambroży Przychylny), Adama Pokory a mistra Zachariasze (pravděpodobně Zachariasz Sprawny, alias Zaccaria de Lugano) přistavěl k synagoze předsíň a ženskou galerii. Muži se modlili v sále, který byl překlenut křížovou žebrovou klenbou se špičatými lunetami nad okny. Při východní stěně byla umístěna alabastrová schrána na Tóru v renesančním stylu. Uprostřed modlitebního prostoru byla umístěna bima. Stavba byla zakončena podkrovím v manýristickém stylu.

## Soudní spor s jezuity a legenda
Ke konci 16. století jezuité rozhodli postavit v Lvově klášter a vybrali si místo, kde stála synagoga. V roce 1603 nebo 1606 jim král Zikmund III. Vasa tento pozemek daroval a soudně Židům budovu zastavil. Nicméně přístup k synagoze vedl přes sousední dům Mordchaje Nachmanoviče, který jezuitům záměrně nevydal svolení k průchodu svou nemovitostí. Soudní spor řádu jezuitů s lvovskými židy se vlekl až do roku 1609, kdy nakonec byla synagoga po zaplacení výkupného ve výši 20 600 zlatých vrácena židovské obci. Tento incident také souvisel s konfliktem mezi místní šlechtou a polským králem Zikmundem III., kteří si tak přes místní židy vyřizovali účty.
Zdejší židovská legenda (poprvé publikovaná v roce 1863) připisuje zásluhy o znovuzískání synagogy Roze bat Ja'akov, Jicchakově snaše. Synagoga se proto prý po ní začala nazývat i Zlatá růže. Rabi Jicchak ben Šemuel ha-Levi složil v roce 1609 pijut Šir ge'ula (Píseň osvobození), která se četla každý rok jako součást modlitby šacharit o šabatu po Purimu. Liturgický text přirovnává návrat synagogy do rukou místní židovské obce k záchraně Židů z babylonského a egyptského zajetí.
V letech 1654–67 v této synagoze působil rabín David ha-Levi Segal, podle svého hlavního díla Turej zahav (komentáře k Šulchan aruchu) nazývaný akronymně TaZ, mladší bratr Jicchaka ha-Leviho, jehož byl současně i žákem. David ha-Levi byl autorem rituálního kodexu, a protože zde často modlil, synagogu pojmenovali po jeho díle „Synagoga Turej Zahav“ nebo „TaZova synagoga“. Jiný výklad jména Zlatá růže je, že časem se význam jména Turej Zahav zapomněl a začali ho vyslovovat jako „Rejzl zahav“ („Zlatá růže“).[zdroj⁠?!]

## Zánik

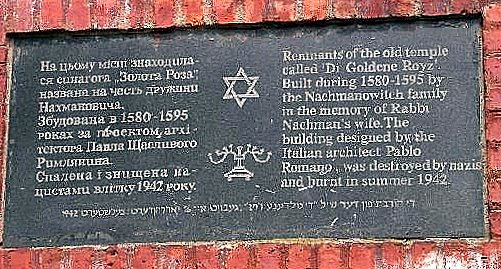
Pamětní deska TaZ.

V roce 1941 byla synagoga znesvěcena a v roce 1943 zničena nacisty. Na místě je dnes pamětní deska s nápisem: Zbytek starého chrámu zvaného 'Di Goldene Rojz'. Postaven v letech 1580–1595 rodinou Nachmanovičů na památku Nachmanovy manželky. Budova podle návrhu italského architekta Pabla Romana byla zničena nacisty a vypálena v létě 1942.
V září 2011 začal ruiny synagogy bourat developer s úmyslem postavit na jejím místě hotel, ale práce byly po skandálu v médiích a intervencí města i ukrajinské vlády zastaveny.